# Маккавеево
Маккаве́ево — село в юго-восточной части Читинского района Забайкальского края России.
Население — 4991 чел. (2021).

## География
Расположен на левом берегу Ингоды, в районе впадения в неё реки Унгур. До Читы 50 километров.

## История
Основано в 1720 году как заимка Оленгуйской слободы приказчика Маккавеева. В 1772 году о деревушке Маккавеева упоминает Петр Паллас. Было центром казачьего округа, с 1851 года — станица Маккавееская, в 1872—1918 годы находилась в составе 3-го военного отделения ЗКВ. Первоначально Маккавеево находилось у реки, но впоследствии, после наводнения 1897 года, перенесено ближе к строящейся железной дороге. В 1898 году было начато строительство станции. В это время действовали церковь, двухклассное училище, почтово-телеграфная контора. Рядом с Маккавеево с 1880 года действовал частный курорт. В годы Гражданской войны в Маккавеево размещались войска генерал-майора Артемия Тирбаха, была организована Маккавеевская гауптвахта, в которой погибло более 5 тысяч человек. В память об этих событиях, на месте где была баня купца Китавевича, где казнили красноармейцев, в 1920 году был сооружен крест, в 1957 году памятник, а в 1968 году мемориал, также во время Гражданской войны белые скидывали со скалы смерти пленных красноармейцев в реку Ингода зимой в прорубь, а также казнили в бане купца Китавевича. В 1930-х организованы коммуны «Вперед» и «Искра», впоследствии объединённые в колхоз «Третий интернационал», позднее переименованный в «Победу», а затем в совхоз «Маккавееский».

## Население
| 1989 | 2002  | 2010  | 2021  |
| ---- | ----- | ----- | ----- |
| 4100 | →4100 | ↗4145 | ↗4991 |

## Инфраструктура
Маккавееский пищекомбинат, Читинская птицефабрика, ПСХК «Маккавееский», средняя школа, школьный краеведческий музей, детский сад, клуб, сельская участковая больница, аптека.